# Diodon nicthemerus
Diodon nicthemerus es una especie de peces de la familia Diodontidae en el orden de los Tetraodontiformes.

## Morfología
Los machos pueden llegar alcanzar los 40 cm de longitud total.

## Hábitat
Es un pez de mar y, de clima templado y asociado a los  arrecifes de coral que vive entre 10-70 m de profundidad.

## Distribución geográfica
Se encuentra al sur de Australia: desde el centro de Nueva Gales del Sur hasta una latitud similar a  Australia Occidental.

## Costumbres
Es nocturno.

## Observaciones
No se puede comer ya que es  venenoso para los humanos.